# Musée Groeninge
Le musée Groeninge (en néerlandais : Groeningemuseum) est un musée abritant une importante collection de primitifs flamands situé à Bruges en Belgique. La fondation de la collection date de la création de l'Académie communale des Beaux-Arts au début du XVIIIe siècle. Construite en 1929-1930, puis agrandie en 1994, sur les plans de Joseph Viérin, la galerie a fait l'objet d'une importante rénovation en 2002-2003.
La section des maîtres anciens, avec les primitifs flamands du XVe siècle et les maniéristes du XVIe siècle, constitue le cœur de la collection.
Le musée conserve également des œuvres contemporaines relevant de l'expressionnisme et du surréalisme belges.

## Collections

### Primitifs flamands
- Jan van Eyck, La Vierge au chanoine Joris Van der Paele, (1436), huile sur bois, 133 × 107 cm, provient de l'ancienne cathédrale saint-Donatien ; Portrait de Marguerite van Eyck, huile sur bois, 32,6 × 25,8 cm ;
- Petrus Christus, Isabelle de Portugal avec sainte Élisabeth, (v. 1457-1460), huile sur bois, 59 × 33 cm ;
- Hugo van der Goes, La Mort de la Vierge, (v.1481), huile sur bois, 147,8 × 122,5 cm ;
- Maître de la Légende de sainte Ursule, Légende de sainte Ursule ;
- Hans Memling, Triptyque Moreel, (1484), huile sur bois, 121,1 × 153,4 cm (panneau central), 120,7 × 69 cm et 121 × 68,6 cm 'volets, retable provenant de l'église Saint-Jacques, Bruges ;
- Jérôme Bosch, Triptyque du Jugement dernier ;
- Gérard David, le diptyque Le Jugement de Cambyse, (1498), huile sur bois, 183,5 × 318,5 cm ; le triptyque du Baptême du Christ, début du XVIe siècle, huile sur bois, provient de l'église Saint-Basile, Bruges.

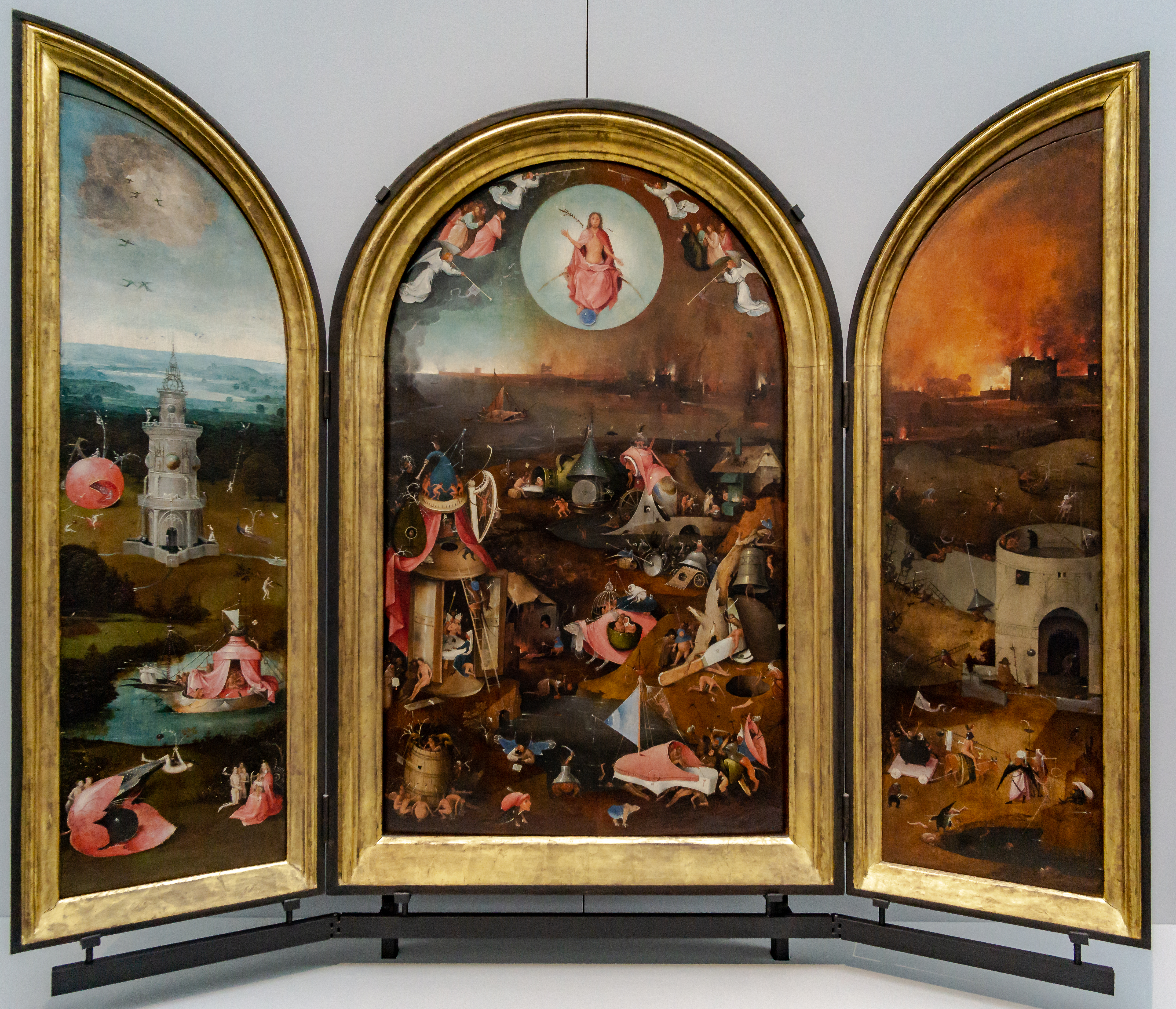
Triptyque du Jugement Dernier, Jérôme Bosch, 1500-1505
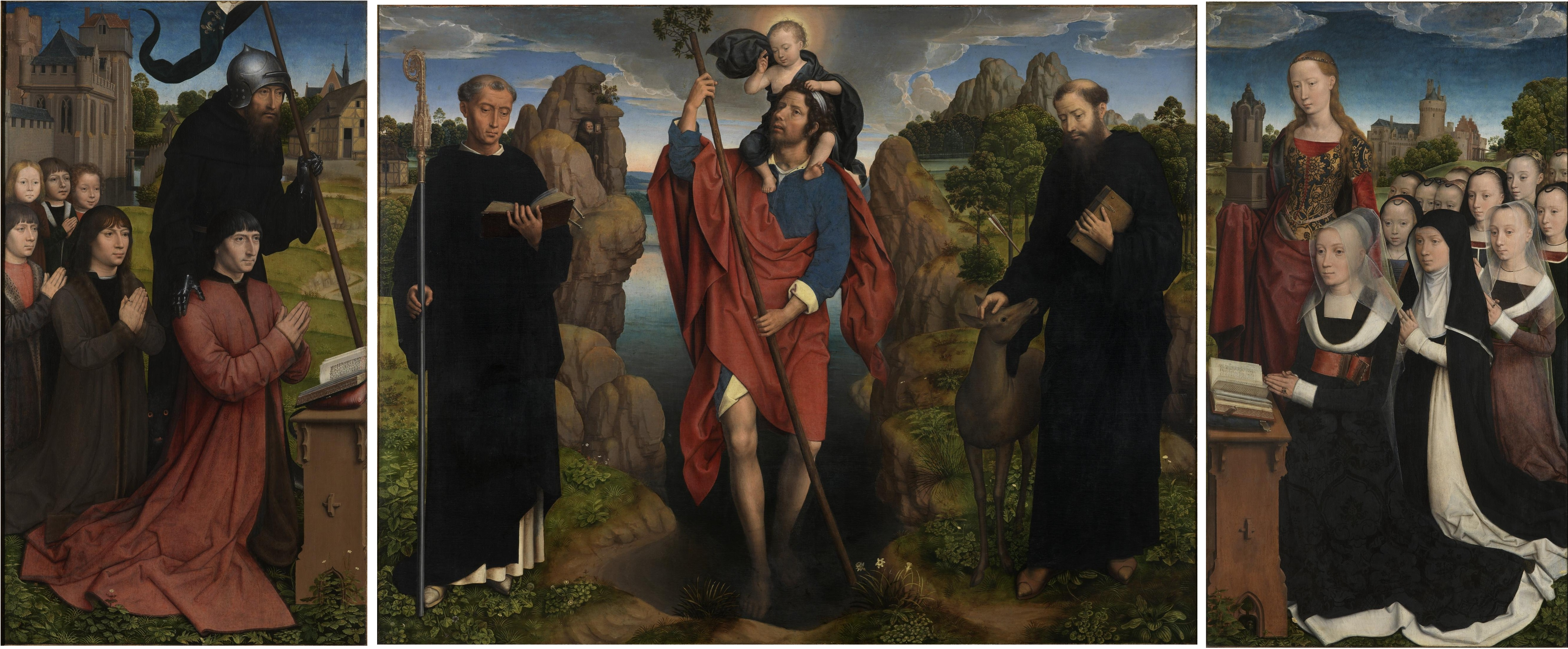
Triptyque Moreel, de Hans Memling, 1484
Portrait de Marguerite van Eyck par Jan van Eyck, 1439
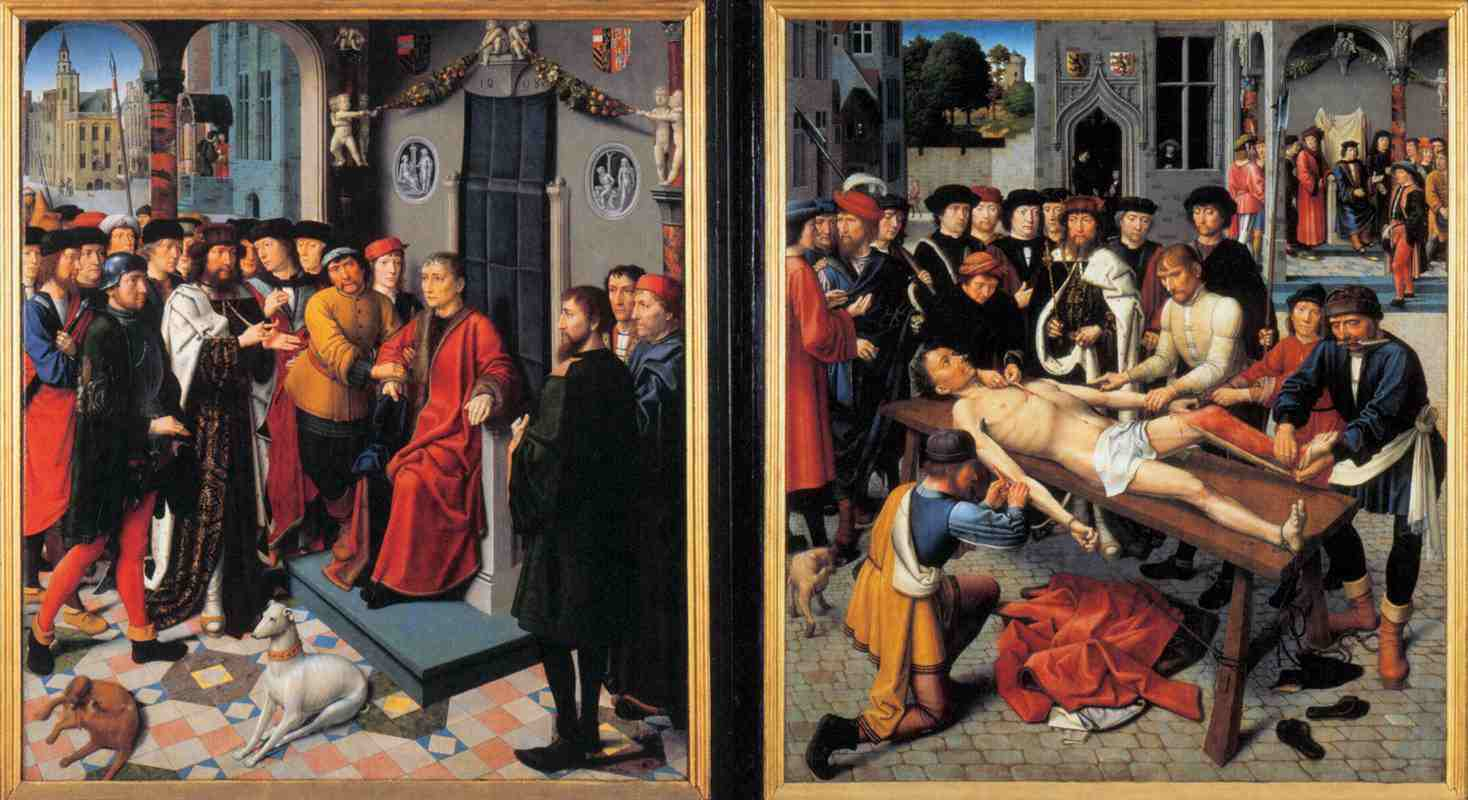
Le Jugement de Cambyse, diptyque de Gerard David, 1498
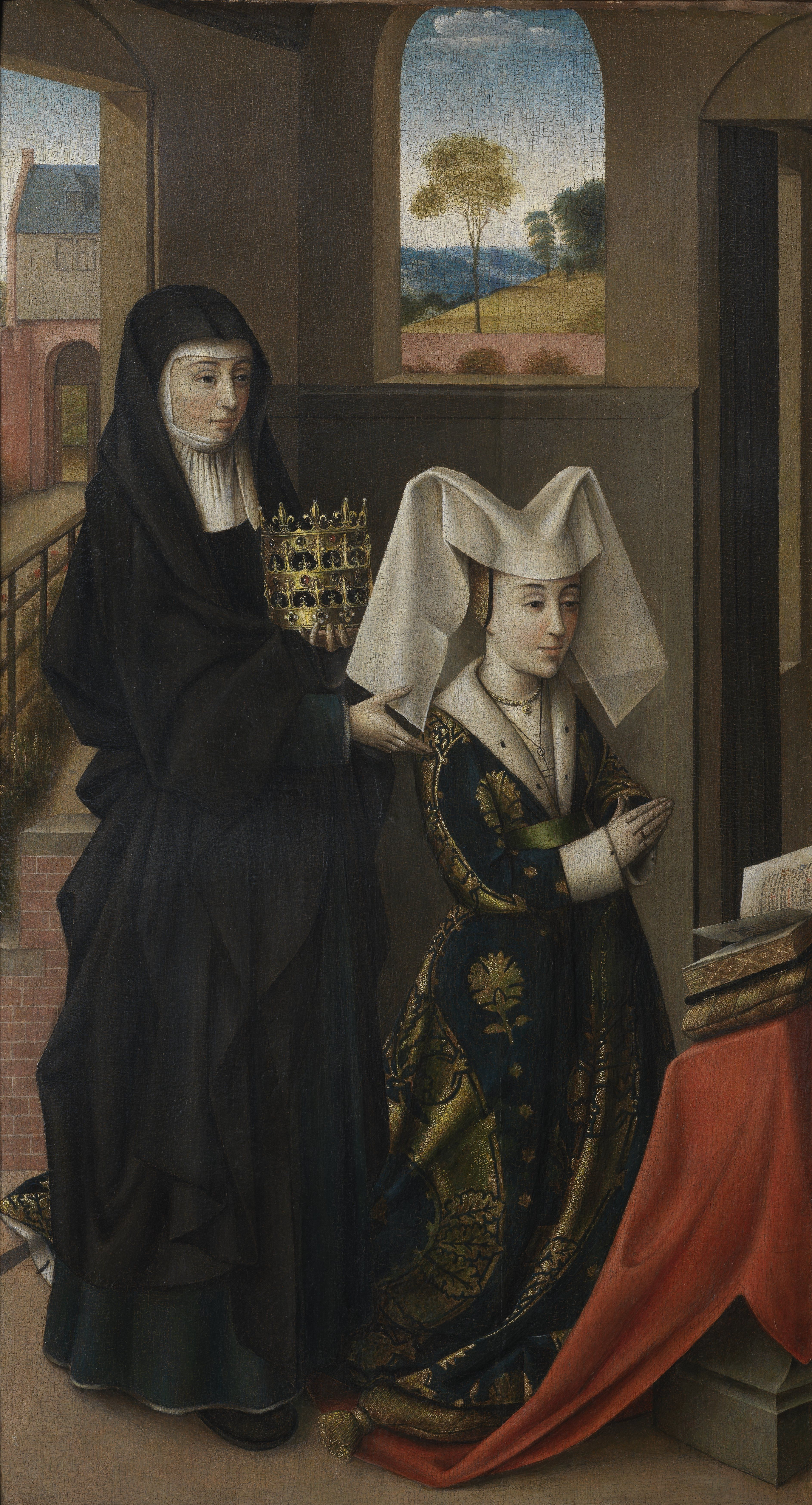
Isabelle de Portugal avec sainte Elisabeth, par Petrus Christus, 1457-1460

### Renaissance
- Jan Provoost, Crucifixion, (v. 1500), huile sur bois, 117 × 172,5 cm ; Le Jugement dernier, (1525), huile sur bois, 145 × 169 cm, provient de l'hôtel de ville de Bruges ;
- Adrien Ysenbrandt, Portrait de Paulus de Nigro, (1518), huile sur bois, 34,5 × 27,5 cm ;
- Lancelot Blondeel, Saint Luc peignant la Vierge, (1545), huile sur toile, 144,5 × 103 cm ;
- Ambrosius Benson, Marie Madeleine, huile sur bois, 69,5 × 55,5 cm ; Le repos pendant la fuit en Égypte, huile sur bois, 103 × 65 cm ;
- Pieter Pourbus, Le Jugement dernier, (1551), huile sur bois, 228,5 × 181 cm, provient du Palais du Franc de Bruges ;
- Jan Sanders van Hemessen, Vierge à l'Enfant, huile sur bois, 150 × 116 cm ;
- Cornelis van Cleve, La Sainte Famille avec Élisabeth et Jean le Baptiste, huile sur bois, 95 cm × 74 cm ;
- Adriaan Key, Portrait d'un homme, (1580), huile sur bois, 79 × 61,5 cm ;
- Antoon Claeissens (en), Mars, entouré des Arts libéraux, triomphant de l'Ignorance, (1605), huile sur toile, 197,5 × 279 cm.

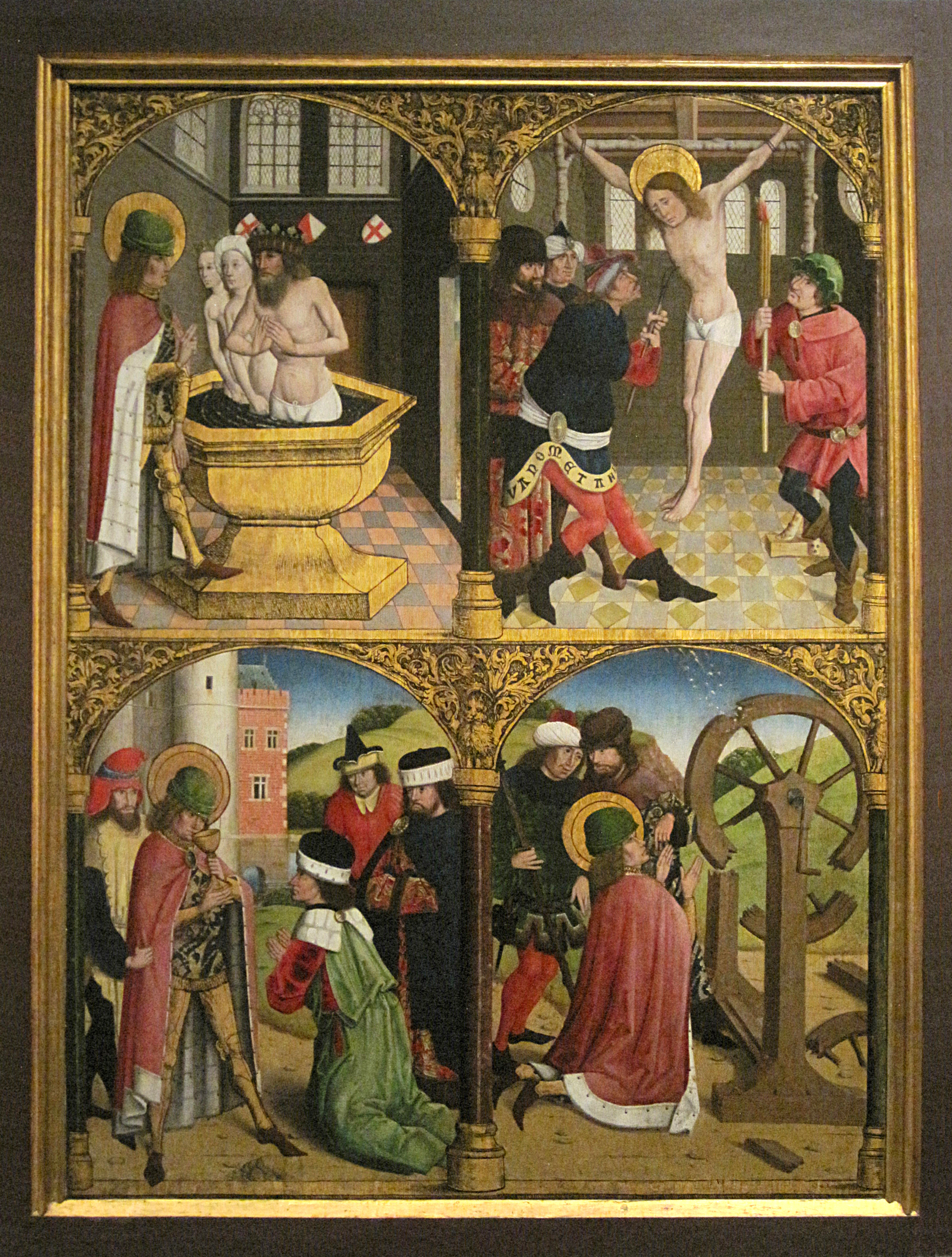
Scènes de la vie de Saint Georges, anonyme, entre 1500 et 1519.
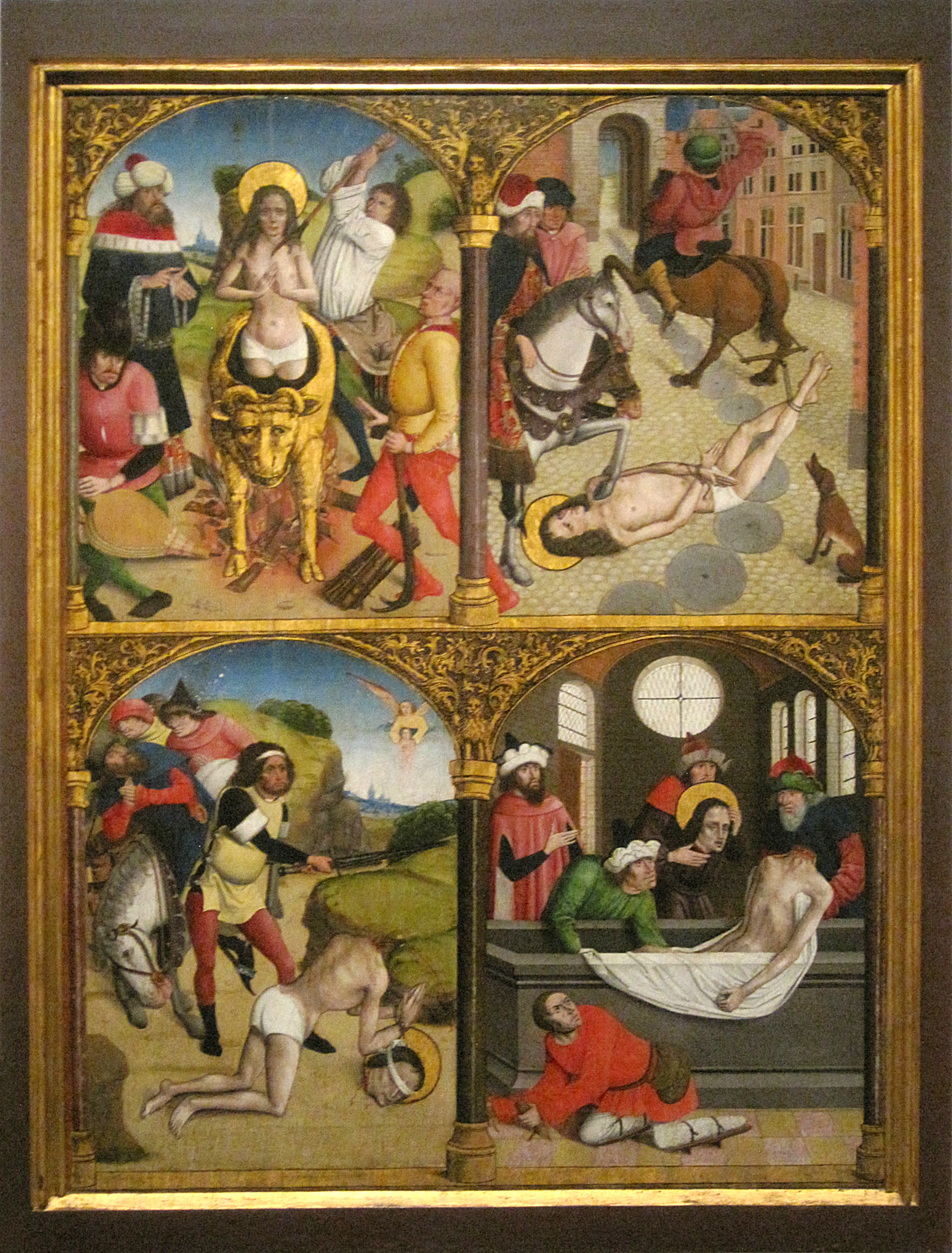
Scènes de la vie de Saint Georges, anonyme, entre 1500 et 1519.
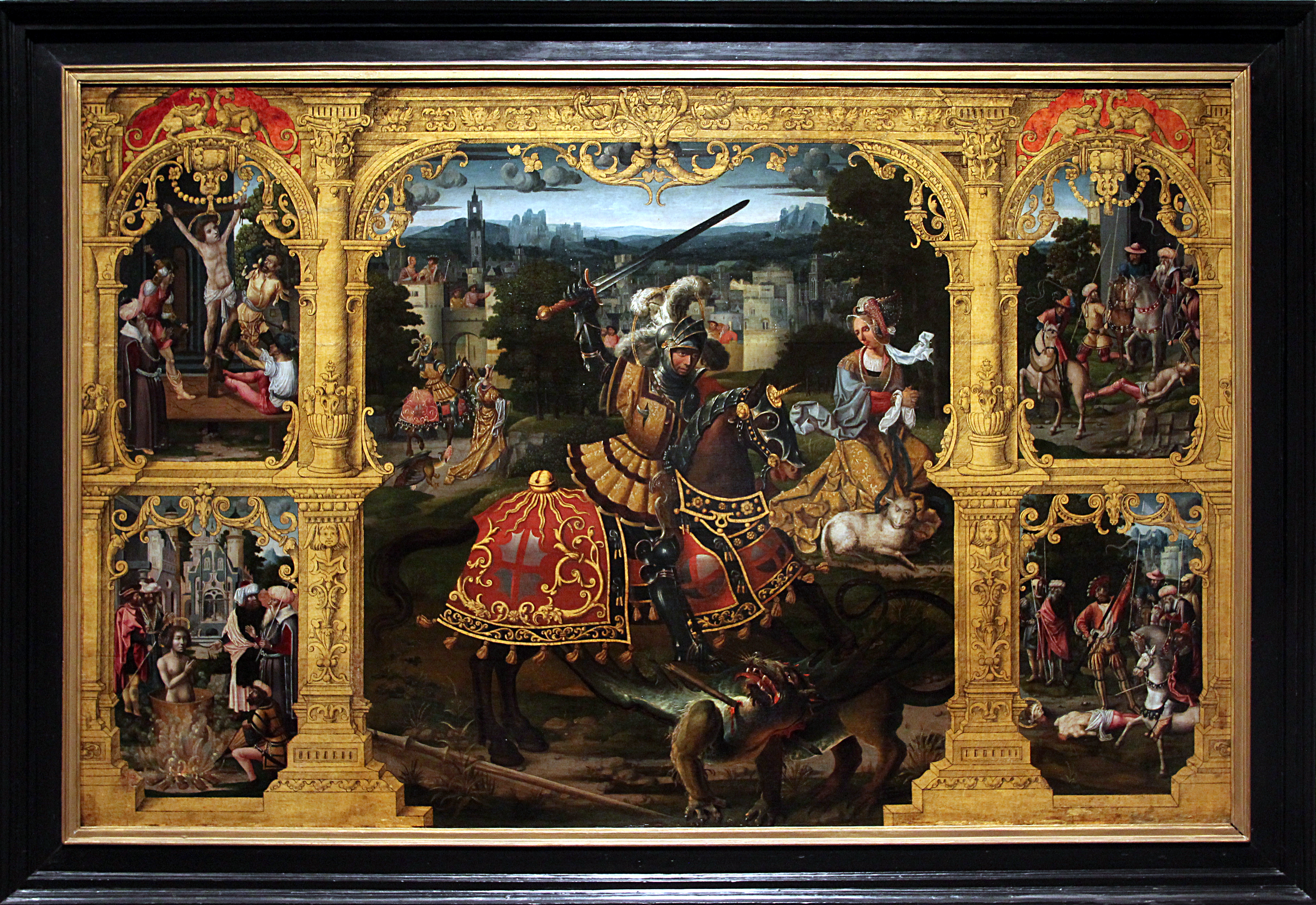
« La Légende de Saint Georges » d’après Lancelot Blondeel, réalisée vers 1535-1540.
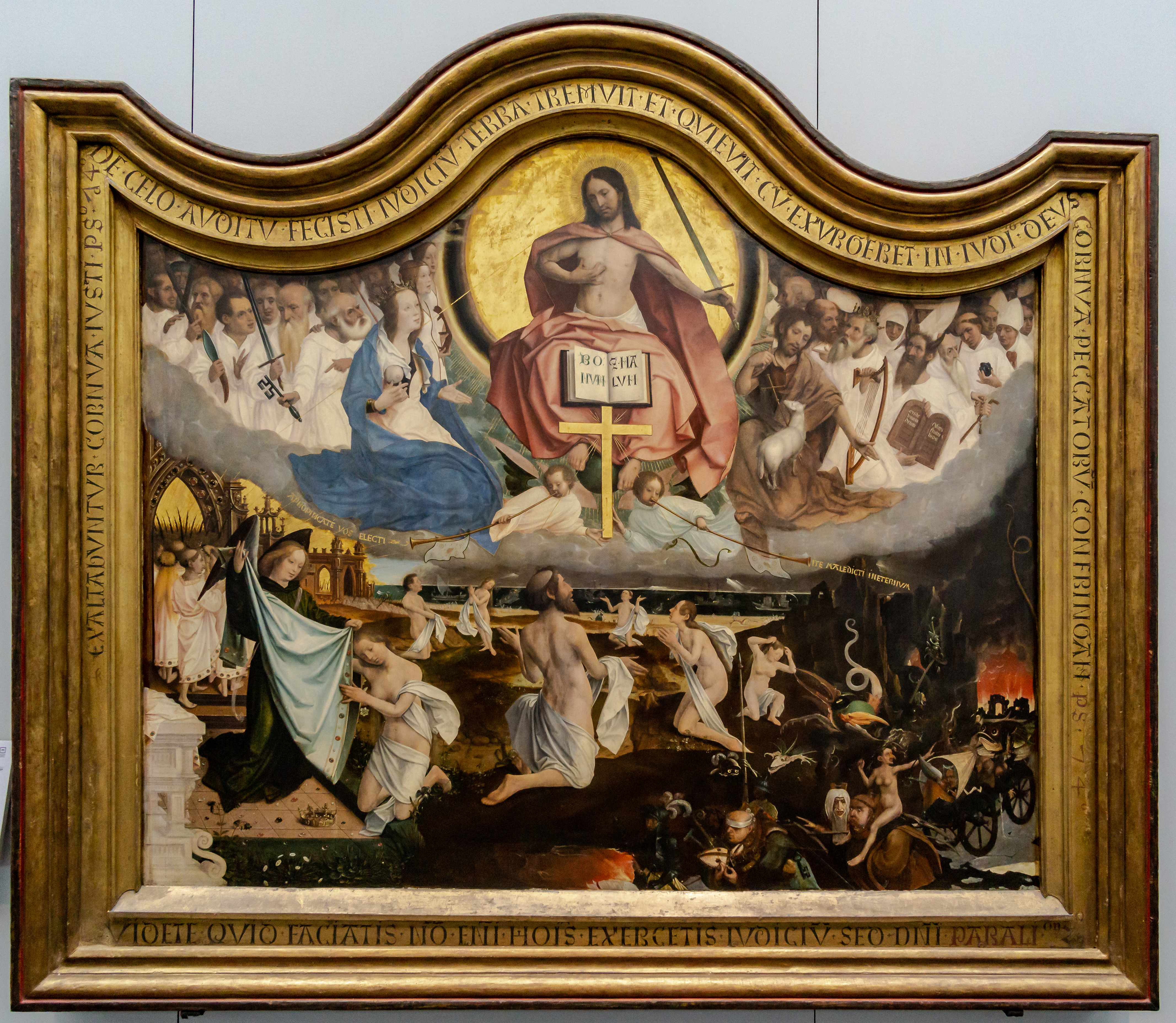
Jan Provoost, Le Jugement dernier, 1525.
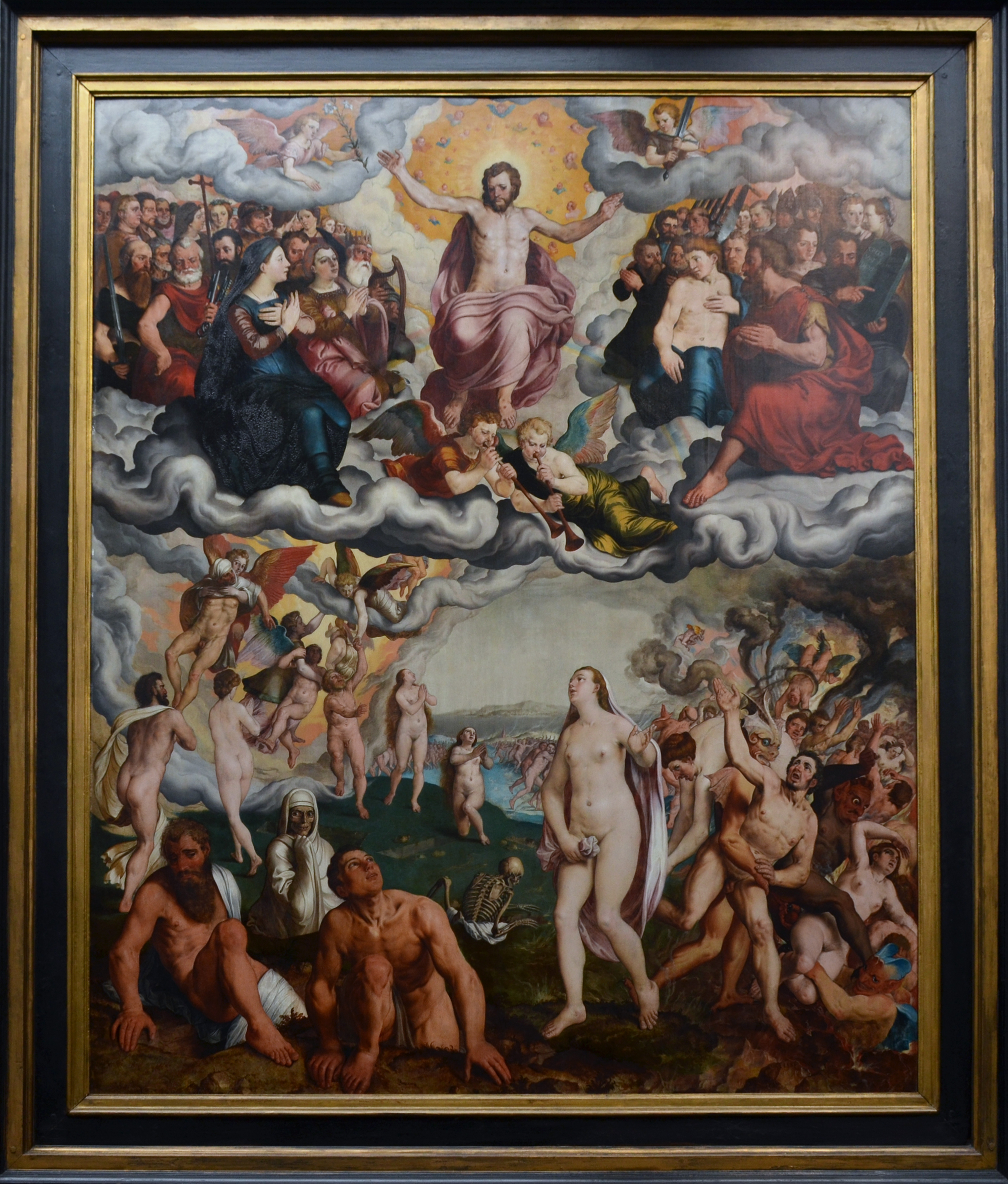
Pieter Pourbus, Le Jugement dernier, 1551.

### XVIIesiècle
- Jacob van Oost le Vieux, Portait d'une famille de Bruges, 1645), huile sur toile, 150,5 × 255,5 cm ; Portrait d'un théologien et de son secrétaire(1668), huile sur toile, 116 × 222 cm ;
- Nicolaas Maes, Portrait de quatre enfants, (1657), huile sur toile, 150 × 112 cm ;

### XVIIIesiècle
- Jan Anton Garemyn, Le Goûter, (1778), huile sur toile, 59 × 93,5 cm ; La Place du Pandreitje à Bruges, (1778), huile sur toile, 79,5 × 108,5 cm ;

### Néoclassicisme
- Joseph-Benoît Suvée, Portrait de Jean Rameau (v. 1793) ;
- Jozef Frans Ducq ;
- Frans Josef Kinsoen, La Mort de l'épouse de Bélisaire, (v.1817), huile sur toile, 258 × 217 cm ;
- Joseph-Denis Odevaere, Portrait de François Wynckelman, François van der Donckt et Joseph Odevaere, (1805) ; Lord Byron sur son lit de mort (1826) ; Portrait d'homme avec sa fille et son chien (1814) ;
- Albert Grégorius, Portrait du comte Charles Antoine Chasset, 1813 ;
- François-Joseph Navez, Théodore Joseph Jonet et ses deux filles, 1832.

### Romantisme
- Edmond Van Hove (nl).

### Symbolisme
- Henri Le Sidaner, Le Quai (1898), huile sur toile, 100 cm × 69 cm ;
- Fernand Khnopff, Secret-reflet (1902), pastel et crayons couleur sur papier, 49 cm × 27,8 cm.

### Expressionnisme belge

#### Première école de Laethem-Saint-Martin
- George Minne, Trois Saintes Femmes auprès du tombeau (1896), bronze, 59,4 cm ;
- Gustave van de Woestijne, La Dernière Cène (1927), huile sur toile, 395 × 300 cm ;
- Albert Servaes, Paysan (1922, huile sur toile.

#### Deuxième école de Laethem-Saint-Martin
- Constant Permeke ; Le Mangeur de bouillie 1922), huile sur toile, 153 × 170 cm ;
- Gustave de Smet, Le Grand Tir forain (1923), huile sur toile, 134 × 155 cm ;
- Gustave de Smet, Le Repas (1931), huile sur toile, 135 × 120 cm ;
- Frits van den Berghe, Les Amoureux au village (1925), huile sur toile, 96,5 × 120 cm.

### Art abstrait
- Georges Vantongerloo, Construction dans la sphère 2, ciment, 33 × 25 cm.

### Surréalisme
- René Magritte, L'Attentat (1932), huile sur toile, 70 × 100 cm ;
- Paul Delvaux, Le Lever (1930), huile sur toile, 121,5 × 160 cm ;
- Paul Delvaux, Sérénité (1970), panneau, 122 × 152 cm, peint spécialement pour le musée.

### Art contemporain
- Marcel Broodthaers, Un coup de dés jamais n'abolira de hasard (1969), multiple.